# Schloss Ossenberg

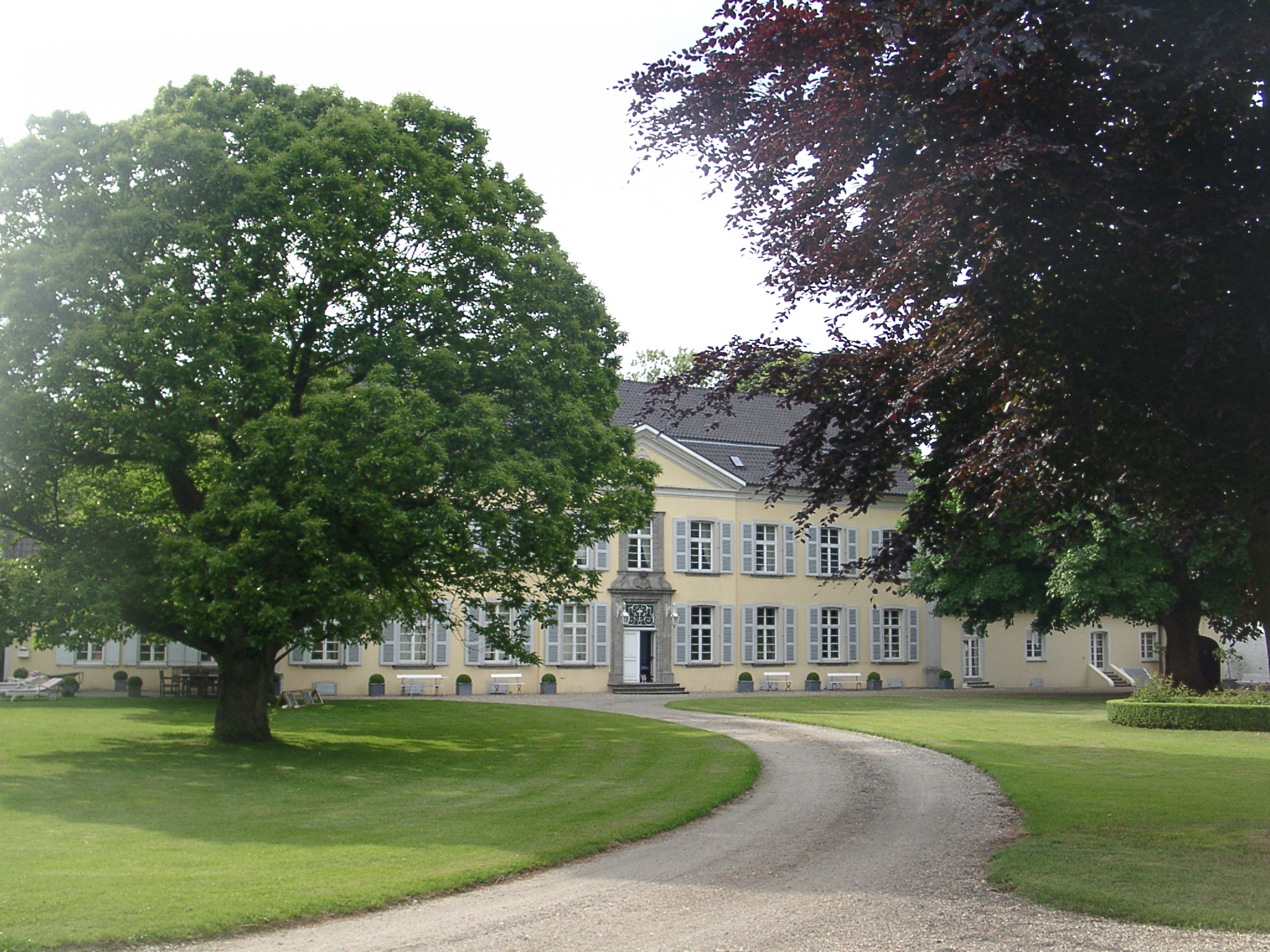
Schloss Ossenberg

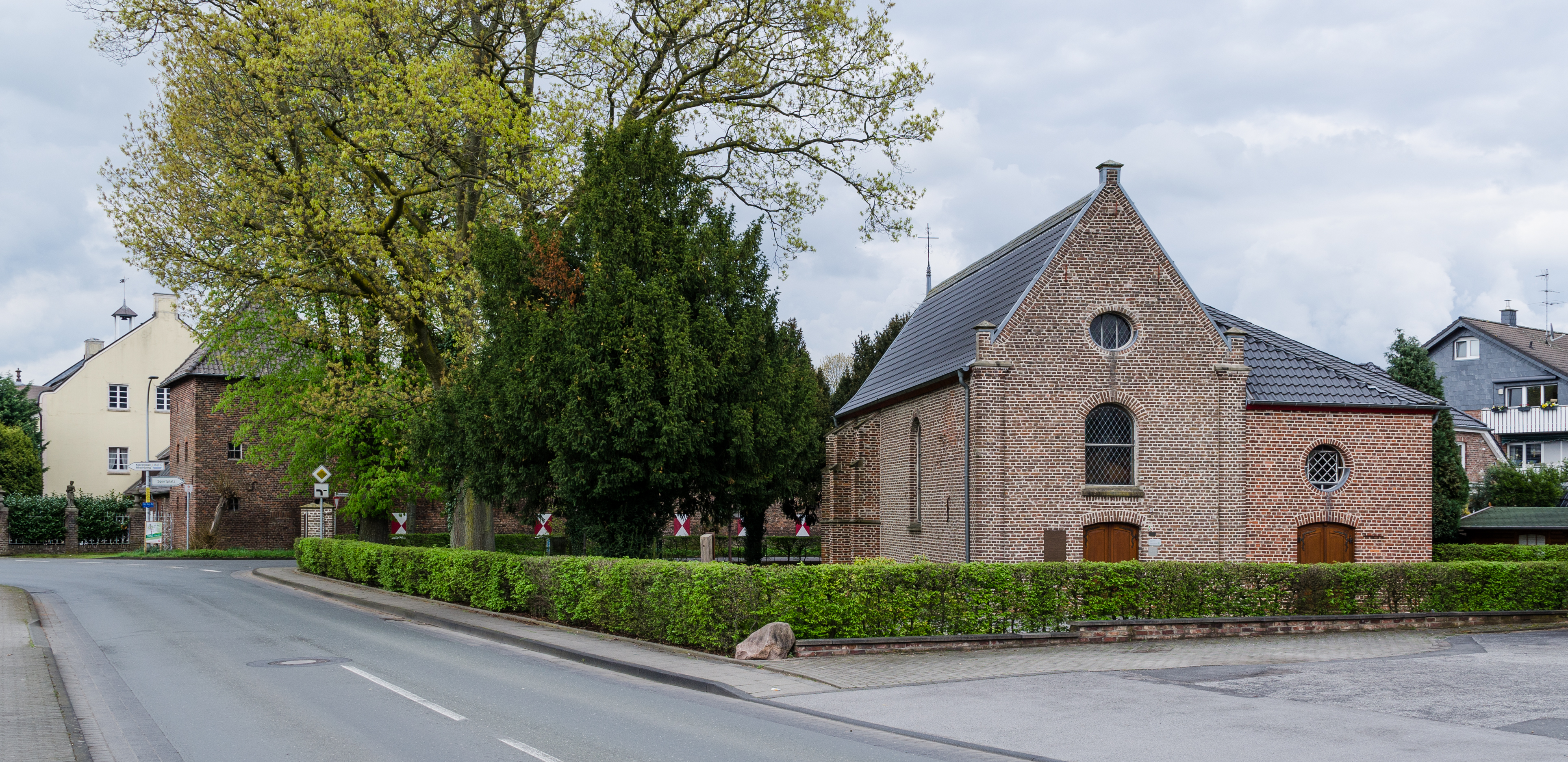
Schlosskapelle vor dem Schloss Ossenberg

Das Schloss Ossenberg, auch Haus Ossenberg genannt, ist eine niederrheinische Schlossanlage im Rheinberger Stadtteil Ossenberg. Das denkmalgeschützte Gebäude steht am westlichen Ufer eines ausgetrockneten Altrheinarms. 1176 erstmals erwähnt, kam die damalige Wehranlage während des 14. Jahrhunderts in die Hände der Familie von Wevorden, die über drei Jahrhunderte Herren von Ossenberg blieben. Im ersten Viertel des 18. Jahrhunderts ließ Graf Karl Ludwig Truchseß von Waldburg die alte Anlage abreißen und das heutige Schloss errichten, ehe er den Besitz 1746 an Ludolf von der Rhoer weiterveräußerte. Durch Heirat einer Erbtochter gelangte Ossenberg 1857 an die Familie Berghe von Trips, deren Nachkommen auch heute noch Eigentümer sind.

## Geschichte
Ossenberg wurde 1176 erstmals urkundlich erwähnt. Anfänglich wohl ein fränkisches Königsgut, kam es wahrscheinlich aus Reichsbesitz an Kurköln, das es als Lehen an einen Vogt vergab. Die Herrlichkeit Ossenberg war jedoch lange Zeit umstritten; sowohl Kurköln als auch die Grafen von Moers beanspruchten sie für sich. Die ersten bekannten Besitzer Ossenbergs kamen aus einem gleichnamigen Adelsgeschlecht. Nachdem Otto von Ossenberg 1350 verstorben war, wurde seine Witwe Margarethe vom Moerser Grafen Friedrich I. mit dem Besitz belehnt. Sie heiratete in zweiter Ehe Arnt von Wevorden (auch Wevort) und brachte ihm die Vorgängeranlage des heutigen Schlosses zu. Arnt stammte aus einem alten niederrheinischen Geschlecht, das 1380 erstmals in Urkunden erscheint.
Über 300 Jahre lang blieb die Familie von Wervorden im Besitz von Ossenberg, das im 14. Jahrhundert lediglich aus dem wehrhaften Familienwohnsitz und einem Weiler bestand. 1636 gehörten neben dem Schloss nur fünf größere Höfe und 23 Katstätten zur Herrschaft. Und von diesen waren nicht einmal alle bewohnt und bewirtschaftet. Das Haus Ossenberg wurde von der Familie mehrmals verpfändet, doch ab Beginn des 17. Jahrhunderts wuchs die Verschuldung – auch bedingt durch den Dreißigjährigen Krieg – immer mehr an, sodass Ossenberg zu Beginn des 18. Jahrhunderts verkauft werden musste.
Neuer Herr von Ossenberg wurde der Utrechter Domherr Thomas Brauwart, dessen Belehnung am 8. Januar 1701 erfolgte. In der darauffolgenden Zeit wechselte das Schloss noch zweimal kurz hintereinander den Besitzer: Auf den Grafen Johann Christoph von Wylich und Lottum folgte Graf Karl Ludwig Truchsess von Waldburg-Capustigall. Letzterer ließ die alten Gebäude abreißen und um 1721 das heutige Schloss neu errichten. 1746 verkaufte er das Anwesen und die dazugehörenden Ländereien an Ludolf von der Rhoer (auch von der Ruhr geschrieben), einen reichen katholischen Kaufmann aus Rheinberg, der dort zuvor Ratsherr und Bürgermeister gewesen war. Er ließ im Inneren Umbauten vornehmen und die Inneneinrichtung verändern. So stammen zum Beispiel die heute noch erhaltene Täfelungen aus Eichenholz im nördlichen Teil des Schlosses von ihm. Außerdem ließ er die südlich des Schlosses gelegene Ruine der Schlosskapelle 1746 wiederaufbauen. Sie sollte nicht nur der katholischen Gemeinde für Gottesdienste zur Verfügung stehen, sondern zugleich auch als Erbbegräbnis der Familie von der Rhoer dienen. Bei Ludolfs Umbauten im Schlossinneren fiel der bisher für protestantische Gottesdienste genutzte Saal fort, die lutherische Gemeinde erstritt sich 1748 jedoch das Recht, dreimal im Jahr die katholische Kapelle für ihre Gottesdienste nutzen zu dürfen. Das kleine Gotteshaus wurde damit zum  Simultaneum.
Ludolf von der Rhoers Erben waren seine beiden Söhne Johann Theodor und Caspar Anton. Letzterer wurde am 30. Oktober 1783 von Friedrich dem Großen in den Freiherrenstand erhoben. Während seiner Zeit als Schlossherr stattete die französische Kaiserin Marie-Louise von Österreich, Ehefrau Napoleons, Ossenberg im September 1811 einen Besuch ab. Zu jener Zeit standen die linksrheinischen Gebiete unter französischer Herrschaft, und der Adel hatte seine Privilegien verloren. Die Familie von der Rhoer stellte aber den Maire der im Jahr 1800 eingerichteten Mairie Ossenberg. Auch nachdem Ossenberg 1815 durch den Wiener Kongress Preußen zugeschlagen worden war, kamen die Bürgermeister aus der Familie der Ossenberger Schlossherren. Als Caspar Anton von der Rhoer am 13. Januar 1802 verstorben war, folgte ihm sein Sohn Carl aus der Ehe mit Maria Ignatia von Wevelinghoven zu Wolfskuhlen nach. Er wurde Landrat des 1816 gegründeten Kreises Rheinberg und verstarb am 20. Januar 1823. Als Besitzer von Schloss Ossenberg folgte sein Bruder Heinrich Cornelius Balthasar. Mit dessen Tod am 24. Oktober 1824 starb die Familie von der Rhoer im Mannesstamm aus. Die beiden Erbtöchter teilten den Familienbesitz untereinander auf, wobei die jüngere Albertine das Schloss in Ossenberg erhielt.

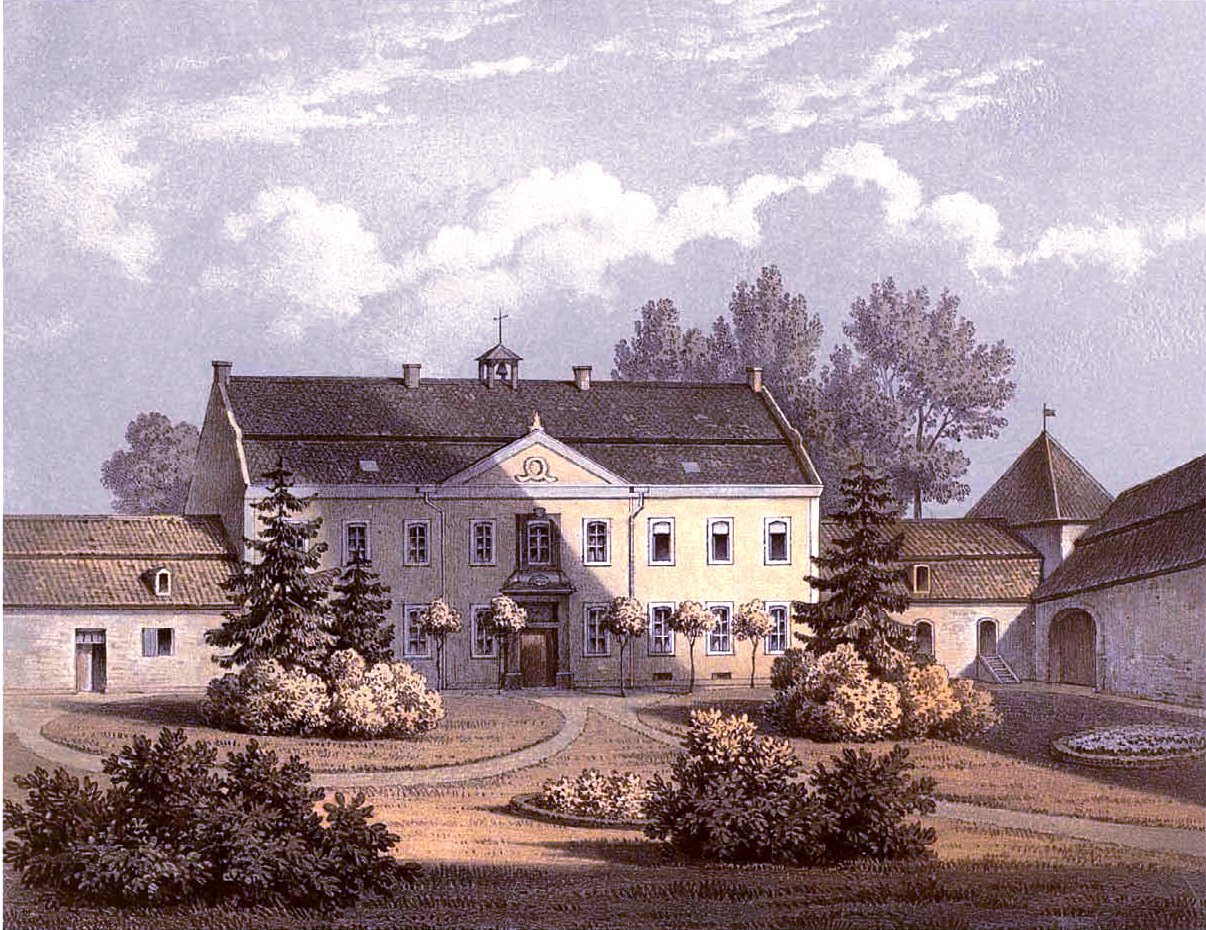
Lithografie des Schlosses, 1875–1877

Albertine heiratete am 12. März 1857 Otto Maximilian Josef Clemens Berghe von Trips (1821–1882) und brachte das Schloss an seine Familie. Der älteste Sohn aus dieser Verbindung, Luitpold Albert Maximilian Otto (1858–1938), trat 1882 die Nachfolge seines Vaters als Herr von Ossenberg an. Als im ersten Viertel des 19. Jahrhunderts die Schlosskapelle für die fast 1000 Ossenberger Katholiken viel zu klein geworden war, wurde dem Kirchenbau ab Frühjahr 1923 ein südliches Seitenschiff angefügt. Die Einweihung erfolgte am 17. Januar 1924, dem Tag des Patronatsfestes der heiligen Antonius. Bei seinem Tod war Luitpold Berghe von Trips unverheiratet, und all seine Geschwister waren bereits vor ihm verstorben. Deshalb gelangte die Anlage per Erbfolge an Clemens Graf Berghe von Trips (1908–1992). Er war ein Verwandter aus der gräflichen Familienlinie, die ihren Sitz auf der Burg Hemmersbach in Kerpen-Horrem hatte. Er musste miterleben wie sein Schloss während des Zweiten Weltkriegs am 26. März 1942 bei einem Fliegerangriff stark beschädigt wurde. Der südliche Flügel wurde gänzlich zerstört, wobei nicht nur die wertvolle Inneneinrichtung, sondern auch das Archiv verloren ging. Am schlimmsten aber wog aber der Tod von Clemensʼ Tante Maria, die gemeinsam mit zwei Hausangestellten bei dem Angriff starb. Nach Kriegsende begann Clemens Graf Berghe von Trips mit dem Wiederaufbau, für dessen Finanzierung er viel Landbesitz verkaufen musste. Die in den 1950er Jahren zum Schloss gehörenden rund 550 Morgen Land sind heute auf 350 Morgen (90 Hektar) dezimiert.
Bis 1959 war das Herrenhaus wiederaufgebaut, 1963 erfolgte die Wiederherstellung des Torturms.
Der bekannte Rennfahrer Wolfgang Graf Berghe von Trips hätte Schloss Ossenberg erben sollen, doch er verunglückte im September 1961 tödlich. Der Schlossherr adoptierte deshalb seine Nichte Karen von Brauchitsch, die am 1. Februar 1992 auf Schloss Rimburg Wilhelm Albert Herzog von Urach heiratete. Im gleichen Jahr erbte das Paar den Ossenberger Besitz und führte von 1998 bis 2004 umfangreiche Restaurierungsmaßnahmen an der Anlage durch. Schon ab 1994 engagierte sich die Schlossherrin für den Wiederaufbau der Schlosskapelle, die seit den 1960er Jahren ungenutzt verfallen war. Weil ihre Familie die Restaurierung finanziell nicht alleine bewerkstelligen konnte, gründete sich im Oktober 1994 der „Verein zur Erhaltung der Ossenberger Schlosskapelle“, der 1998 den Kirchenbau als Erbbauberechtigter übernahm. Am 8. Mai 1999 begann der Wiederaufbau, und schon am 6. August desselben Jahres konnte Richtfest gefeiert werden. Im Jahr 2001 war die Restaurierung beendet. Nachdem die Schlosseigentümer im Rahmen eines Euregio-Projektes von 2002 bis 2004 im Nordflügel des Herrenhauses die ehemaligen Gäste- und Gesindezimmer sowie die einstige Waschküche instand gesetzt und umgebaut haben, betreiben sie seither darin ein kleines Hotel. Damit hätten die baulichen Veränderungen auf Ossenberg vorerst ein Ende haben sollen, doch der Orkan Kyrill zerstörte den ehemaligen Hühnerstall in der nordöstlichen Ecke der Schlossanlage und ließ nur einen Teil der aus Ziegelfachwerk bestehenden Außenmauern unversehrt. Mittlerweile besitzt das Gebäude aber wieder ein Dach.

## Beschreibung

### Schlossanlage

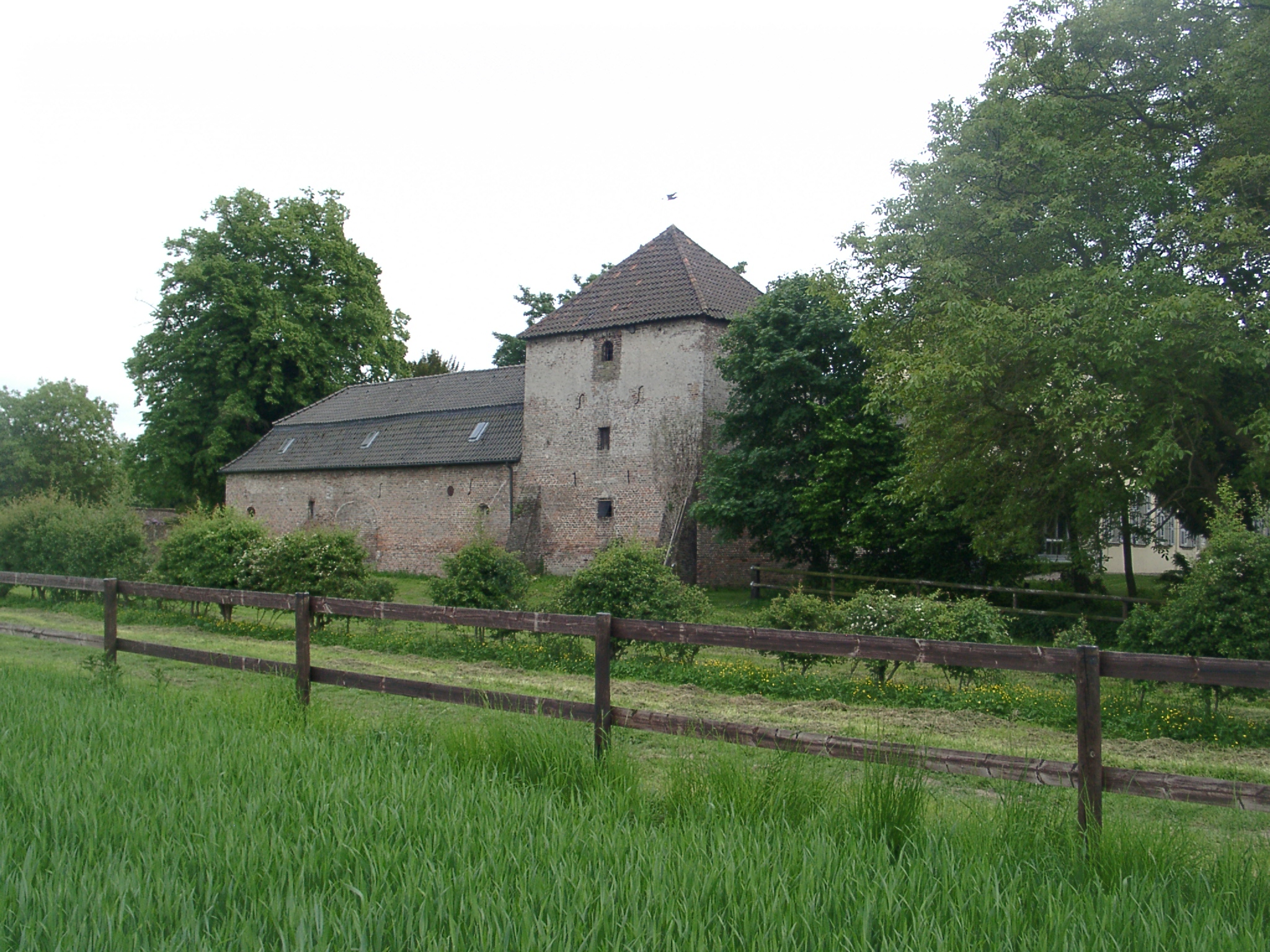
Nordwestlicher Eckturm und anschließendes Wirtschaftsgebäude

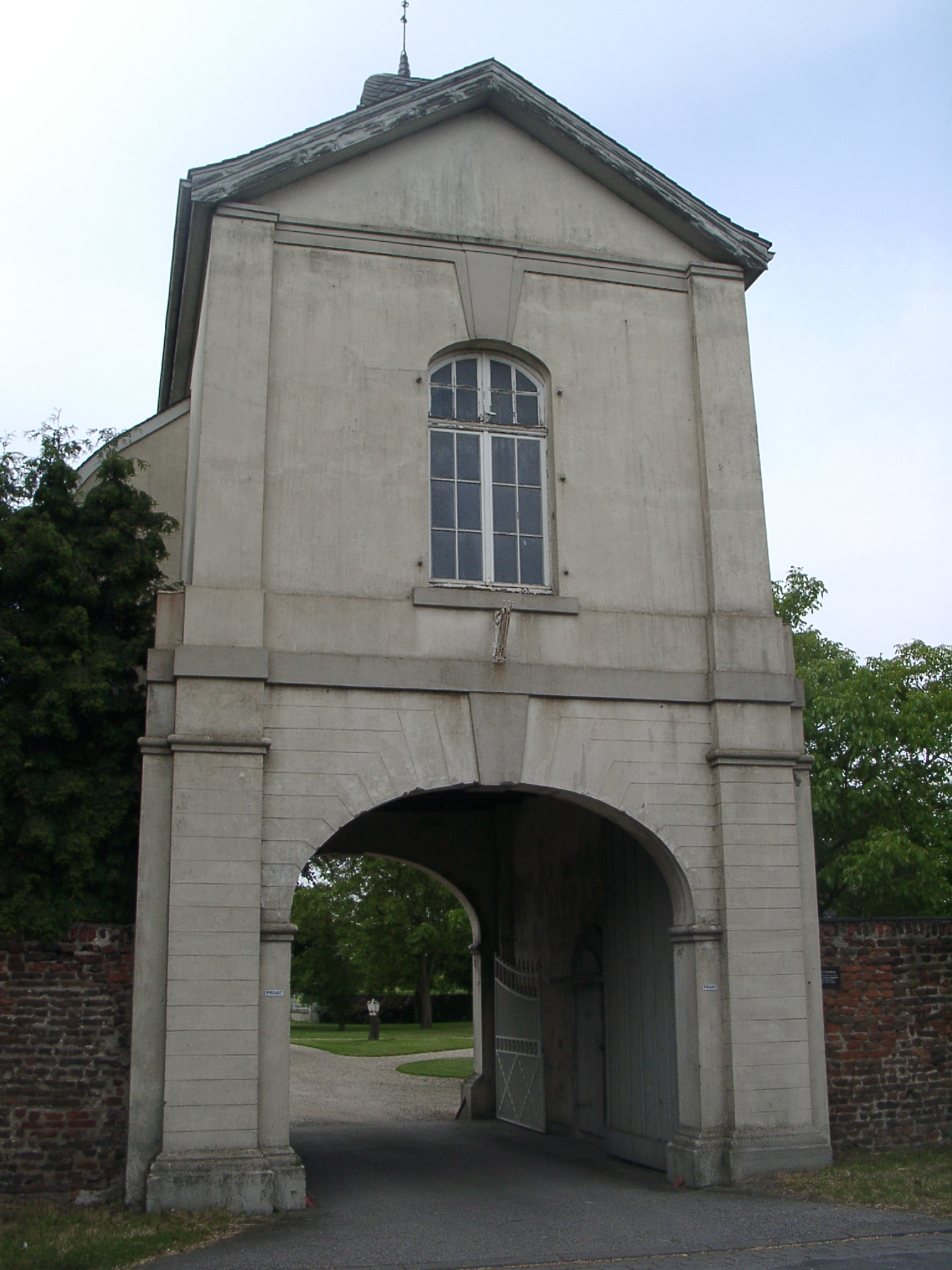
Torturm

Über den Vorgängerbau des heutigen Schlosses ist kaum etwas bekannt. Er soll einen wehrhaften Charakter gehabt und im nordöstlichen Teil des heutigen Schlossareals gestanden haben. Dieses umfasst einen Bereich von nahezu quadratischem Grundriss und ist von einer hohen Mauer umgeben, deren vier Ecken mit dreigeschossigen Viereckstürmen mit Pyramidendach besetzt sind. An der Nord- und Südseite der Anlage schließen sich den Ecktürmen einfache Wirtschaftsgebäude an. Zu diesen zählt unter anderem die ehemalige Remise, die heute für Veranstaltungen gemietet werden kann. In der Mitte der Nordmauer befindet sich ein Gittertor, auf das früher, von Norden kommend, eine schnurgerade Allee zulief. Der Zutritt erfolgt von der Südseite durch einen mittig stehenden Torturm mit korbbogiger Durchfahrt. Von seinen zwei Geschossen ist das Parterre rustiziert. Das Satteldach trägt eine verschieferte Laterne mit Glocke.
An der Westseite des Schlossgevierts steht das neunachsige Herrenhaus mit Rokokoportal und gebrochenem Satteldach, das von einem kleinen Dachreiter bekrönt ist. Obwohl es aus der Zeit des Rokokos stammt, mutet es sehr klassizistisch an. Die drei mittleren Achsen des Gebäudes sind von einem schlichten Dreiecksgiebel bekrönt. Dem zweigeschossigen, verputzten Mittelbau schließen sich nördlich und südlich eingeschossige Seitenflügel an. Im nördlichen davon befinden sich seit 2004 Hotelzimmer. Die Innenausstattung stammt zum Teil noch aus dem 18. Jahrhundert, aus der Zeit Ludolf von der Rhoers als Schlossherr. Besondere Räume sind die wiederhergestellte Bibliothek, die heute als Frühstücksraum dient, und der Festsaal mit seiner Rokokovertäfelung. Die Saaldecke schmückt ein von Stuckranken eingefasstes Gemälde. Es zeigt die symbolische Darstellungen der damals bekannten vier Erdteile und dazwischen die vier Jahreszeiten. In der Mitte der Deckenmalerei sind die vier Elemente dargestellt. Der Ossenberger Festsaal ist wohl der einzige dieser Art am linken unteren Niederrhein. Er kann – ebenso wie die Bibliothek – für Veranstaltungen gemietet werden. Dort finden zum Beispiel Konzerte, Empfänge und Lesungen statt. Dies sind die wenigen Gelegenheiten, an denen das Schloss für Besucher geöffnet ist, ansonsten gibt es keine Möglichkeit zur Besichtigung.

### Schlosspark und -garten
An der Westseite der Anlage befindet sich an der Rückseite des Herrenhauses der Rest eines alten Waldparks, der aber im Zweiten Weltkrieg stark in Mitleidenschaft gezogen und danach zum Teil neu bepflanz worden ist. Trotzdem finden sich dort noch einige alte Linden, Blutbuchen sowie Rosskastanien und Goldeiben.
An der Ostseite des Schlossgevierts schließt sich ein von hohen Mauern eingefasster Garten mit zentralem Rondell an. Er kann über ein Eisentor in der östlichen Schlossmauer betreten werden. Ein geradliniger Weg zerschneidet das Gartenareal in Ost-West-Richtung. Die Partien nördlich und südlich des Weges werden jeweils von einer großen Rasenfläche eingenommen, die mit Rabatten vom Weg abgegrenzt sind. Im Garten finden sich einige alte Eiben und eine Rotbuche. Der Garten war früher wahrscheinlich ein formaler Prunkgarten im französischen Stil.

### Schlosskapelle

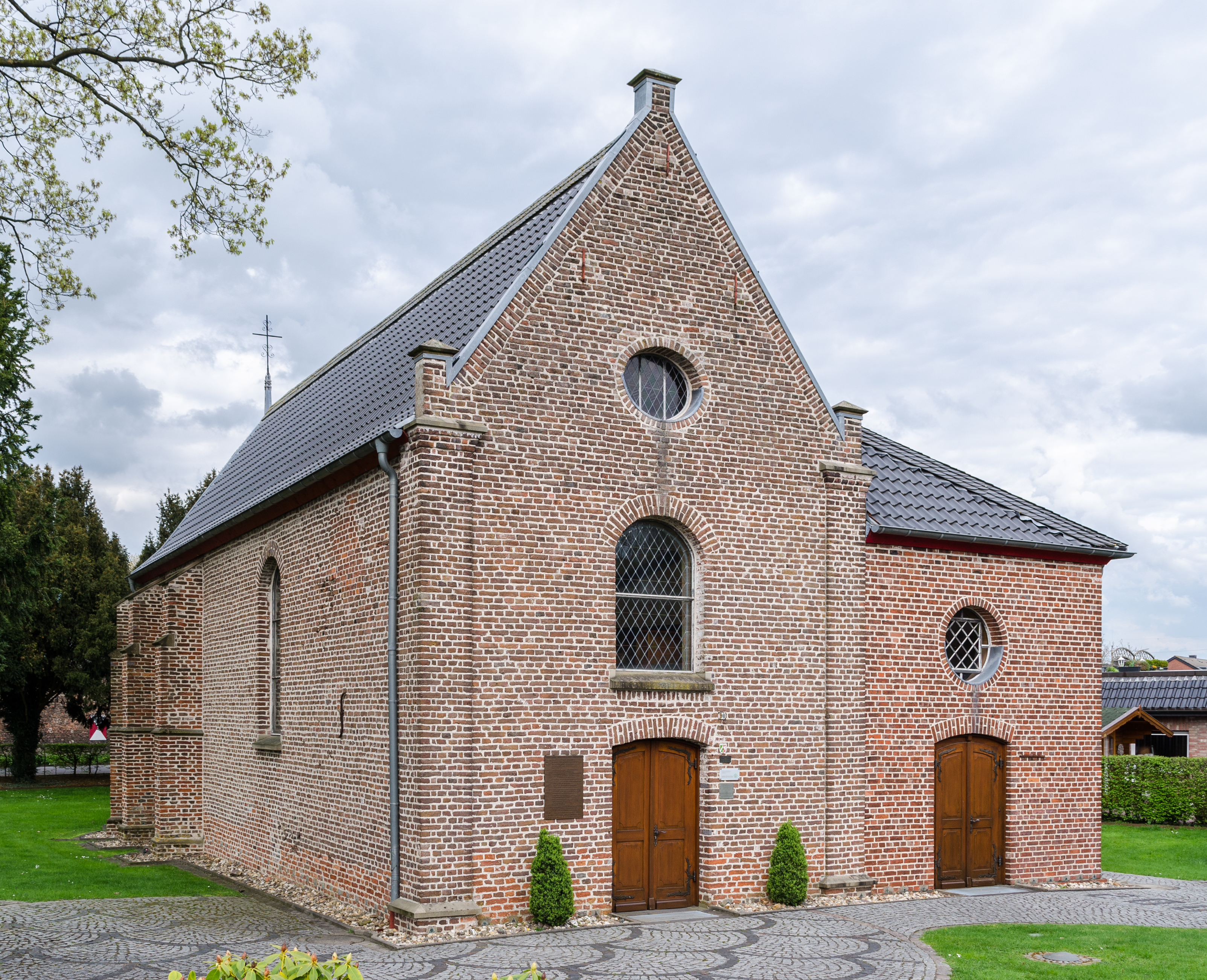
Schlosskapelle

Die südlich des Schlossareals liegende Kapelle soll im 13. Jahrhundert erstmals urkundlich erwähnt worden sein, aber vermutlich datiert der erste Bau an dieser Stelle in das 11. Jahrhundert. Das heutige Gebäude ist ein flach gedeckter zweischiffiger Backsteinbau, dessen Wurzeln im 18. Jahrhundert liegen. Die Kapelle kann für Gottesdienste und Trauungen beider Konfessionen genutzt werden. Die Evangelische Kirchengemeinde Wallach-Ossenberg-Borth, die zum Kirchenkreis Moers der Evangelischen Kirche im Rheinland gehört, feiert hier im Sommerhalbjahr regelmäßige Sonntagsgottesdienste.
Der Bau hat in etwa die Außenmaße von 20 m × 11 m, wenn bei der Messung das Seitenschiff mit berücksichtigt wird. Der barocke Altar steht in einer Apsis mit Fünfachtelschluss. Hinter ihm liegt eine Sakristei. Die Flügel rechts und links des Altars stellen die Apostel Petrus und Paulus dar. Vier Statuen stehen auf Konsolen: Christus, Mutter Anna, Maria und der heilige Antonius, der Patron der Kapelle. Die Fenster im Chorraum sind dem guten Hirten und der Jungfrau Maria mit dem Jesuskind gewidmet. Der Orgelprospekt stammt wie der Altar aus der Zeit des Barocks und wird auf das 17. Jahrhundert datiert. Lange Zeit waren die Pfeifen jedoch reine Fassade, denn alles andere, was zu einer kompletten Orgel gehörte, fehlte. Mittlerweile gibt es jedoch eine Computerorgel in der Kapelle.